# Trigonometopus brevicornis
Trigonometopus brevicornis är en tvåvingeart som beskrevs av Meijere 1911. Trigonometopus brevicornis ingår i släktet Trigonometopus och familjen lövflugor. Inga underarter finns listade i Catalogue of Life.